# Getto lubelskie

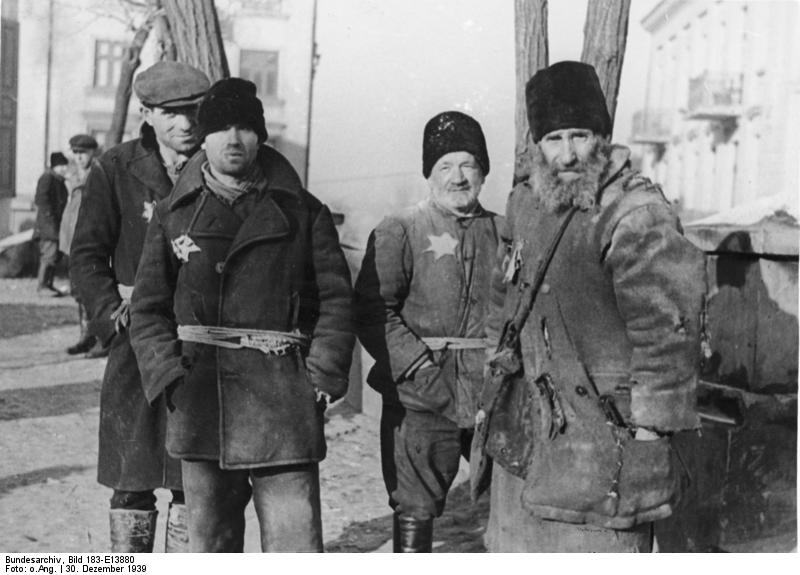
Żydzi w Lublinie zmuszeni do noszenia gwiazdy Dawida, 30 grudnia 1939 roku

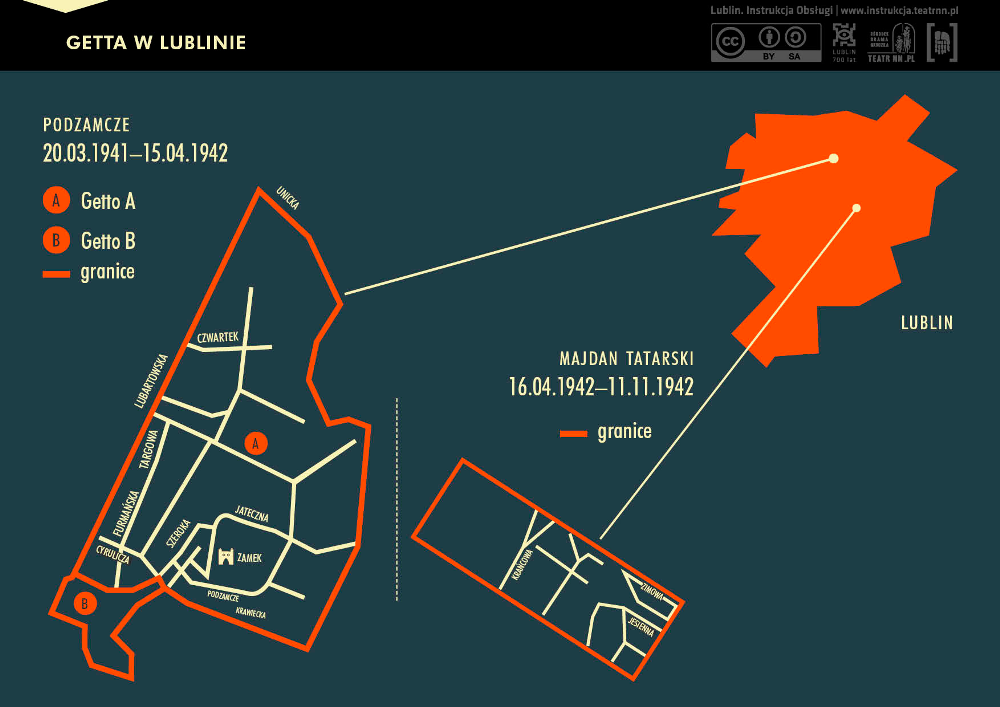
Infografika przedstawiająca lokalizację gett „A” i „B” w Lublinie

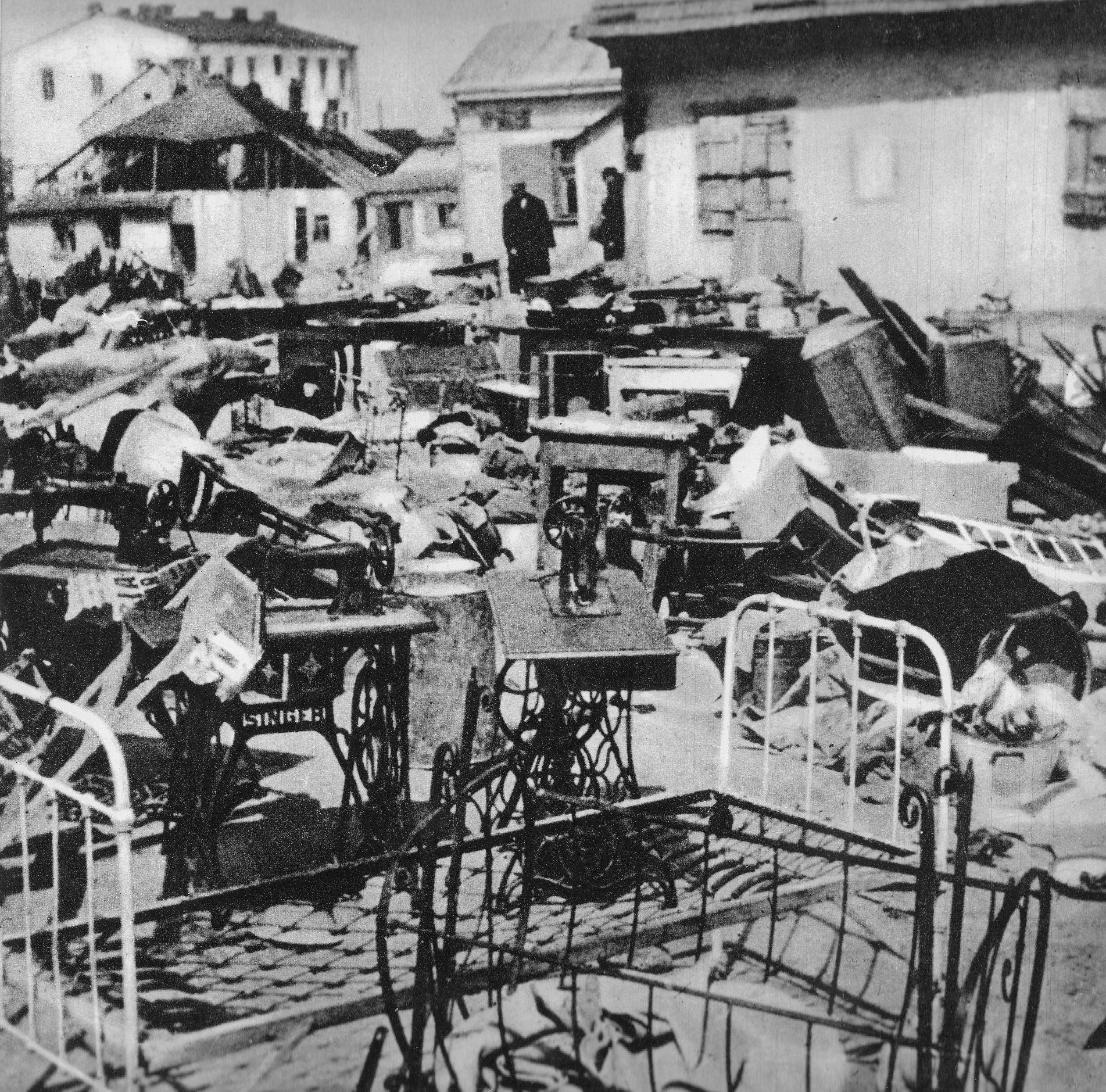
Sprzęty i przedmioty domowe zabrane Żydom deportowanym do obozów, 1942

Getto lubelskie (niem. Ghetto Lublin; jid. ‏לובלינער געטאָ‎, Lubliner geto) – getto utworzone przez niemiecką nazistowską administrację okupowanej Polski w 1941 w Lublinie. Zamieszkiwali je w większości Żydzi, chociaż przebywali tam także Romowie. Było jednym z pierwszych gett zlikwidowanych w 1942 podczas akcji „Reinhardt”.

## Historia
W 1940 r. SSPF Odilo Globocnik (dowódca SS na Dystrykt lubelski, który również opracował Plan Nisko), zmusił lubelskich Żydów do skupienia się w żydowskiej dzielnicy. Decyzję podjął ze względu na osobistą niechęć do Żydów mieszkających w okolicy siedziby swojego dowództwa. Zanim 24 marca 1941 r. powstało getto, dziesięć tysięcy Żydów zostało wypędzonych pod miasto.
Od stycznia 1940 roku do końca marca 1942 roku stanowisko przewodniczącego lubelskiego Judenratu piastował inż. Henryk Bekker, zastąpił go Marek Alten.
Wypędzenia i gettoizacja w marcu 1941 roku rozpoczęły się, gdy wynikła potrzeba osiedlania żołnierzy Wehrmachtu, przygotowujących się do ataku na ZSRR, w pobliżu linii demarkacyjnej rozdzielającej obszary okupowanej Polski.
Getto mieściło się w okolicach Podzamcza, od Bramy Grodzkiej (wtedy nazywanej „Bramą Żydowską”, ponieważ była przejściem pomiędzy Starym Miastem a dzielnicą żydowską), wzdłuż ulic Lubartowskiej i Unickiej, do kolejnej granicy na Franciszkańskiej.
Wielu członków żydowskich partii politycznych, jak na przykład Bund, było więzionych na Zamku lubelskim, ale mimo tego starali się kontynuować swoją działalność w konspiracji.
Już na samym początku istnienia w getcie więziono 34 tys. Żydów i nieznaną liczbę Romów. Praktycznie wszyscy z nich zginęli. Większość z nich – około 30 tys. – między 17 marca a 11 kwietnia 1942 r. została zamordowana w obozie zagłady w Bełżcu (część z nich przeszła jeszcze przez getto w Piaskach). Niemcy ustalili dzienny limit osób zsyłanych na śmierć na 1400 osób. Pozostałe 4 tys. ludzi zostało najpierw przeniesione do getta na Majdanie Tatarskim (drugie getto utworzone na przedmieściach Lublina) i tam zamordowane lub przewiezione na pobliski Majdanek. Ostatni z dawnych mieszkańców getta zginęli w egzekucji na Majdanku i w obozie w Trawnikach, gdzie 3 listopada 1943 r. przeprowadzono operację „Dożynki” (Aktion Erntefest). Podczas likwidacji getta Joseph Goebbels – minister niemieckiej propagandy napisał w swoim dzienniku: „Procedura jest dość barbarzyńska i nie będę jej tutaj opisywał. Z Żydów nie pozostanie zbyt wiele.”
Po likwidacji mieszkańców lubelskiego getta niemieckie władze okupacyjne przeprowadziły rozbiórkę budynków na jego obszarze siłami więźniów z Majdanka, wliczając w to pobliską wioskę Wieniawę oraz Podzamcze. Wysadzono w powietrze Synagogę Maharama, zbudowaną w XVII wieku jako hołd dla Meir Lublin. W ten sposób naziści na zawsze wymazali z historii kilka wieków kultury społeczeństwa żydowskiego w Lublinie (w 1939 roku populacja Żydów wynosiła około 1/3 całej wszystkich mieszkańców).
Kilka osób zdołało uciec przed likwidacją getta do Warszawy, przynosząc wieść o jego zniszczeniu. Naoczne relacje przekonały niektórych warszawskich Żydów, że naziści mają zamiar wymordować całą ludność żydowską. Jednakże inni, w tym szef warszawskiego Judenratu Adam Czerniaków, odrzucili doniesienia o masowych mordach, uznając je za „przesadne”. W sumie tylko 230 lubelskich Żydów przeżyło okupację niemiecką.

## Upamiętnienie

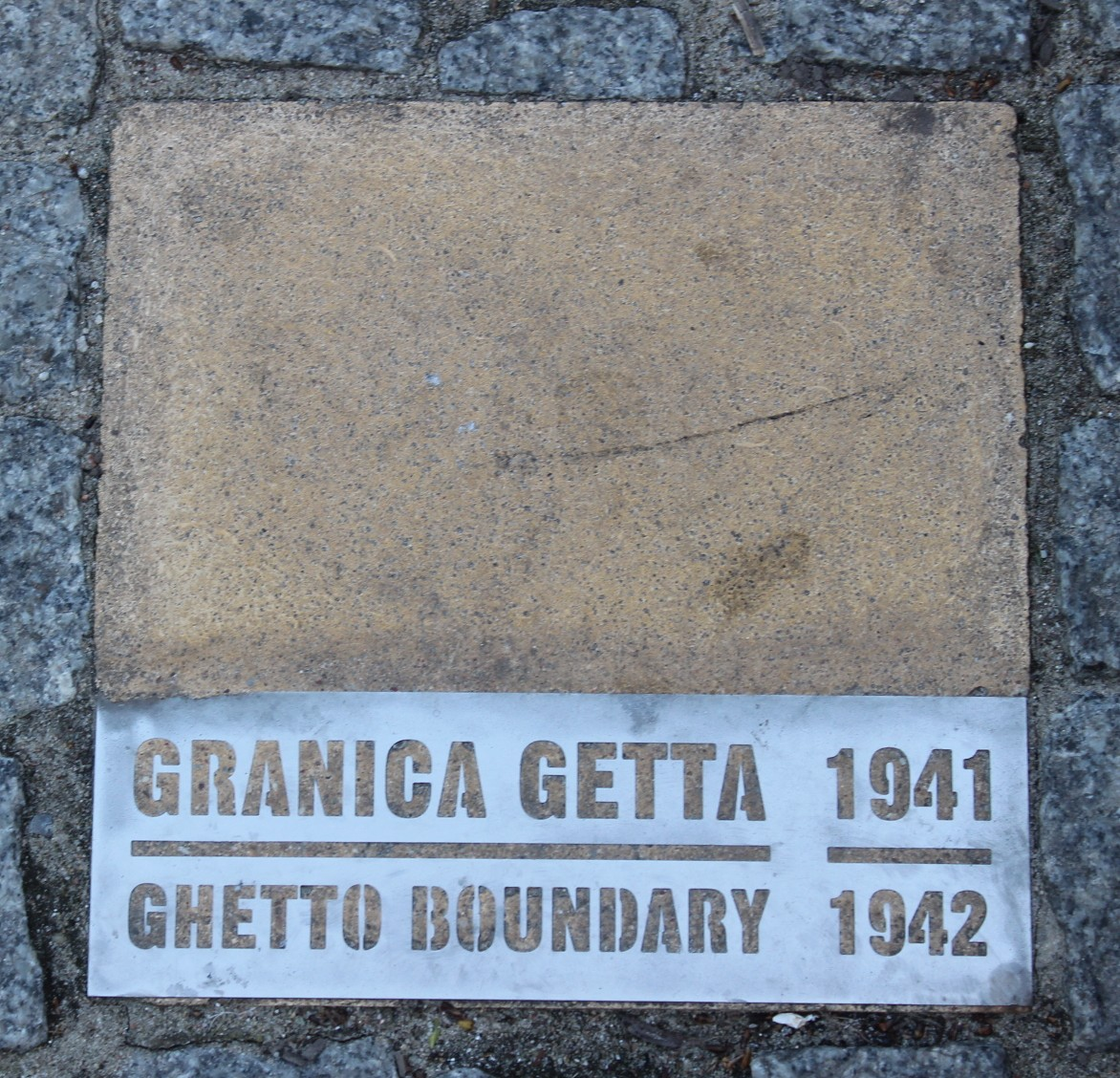
Granica Getta
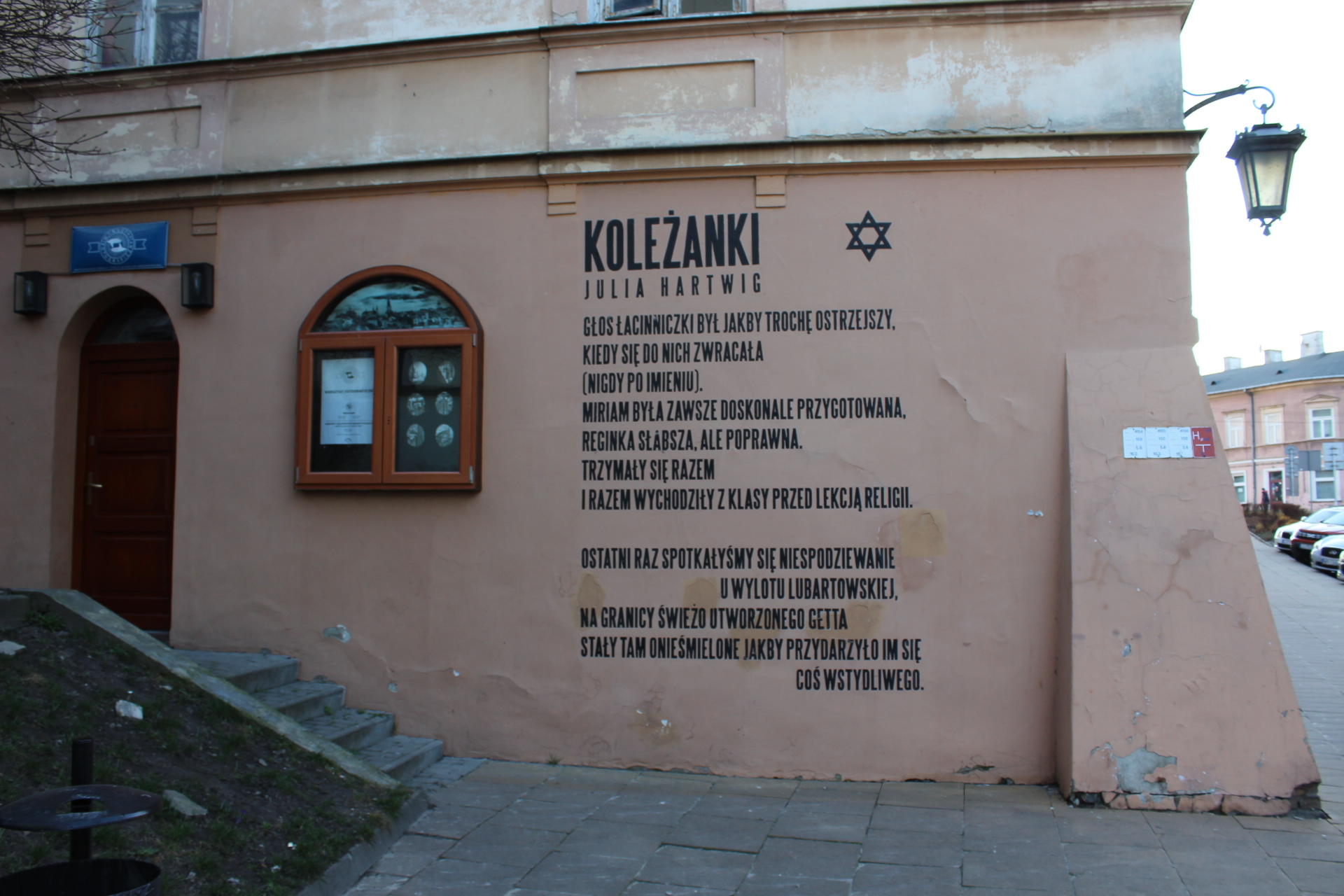
Wiersz J. Hartwig
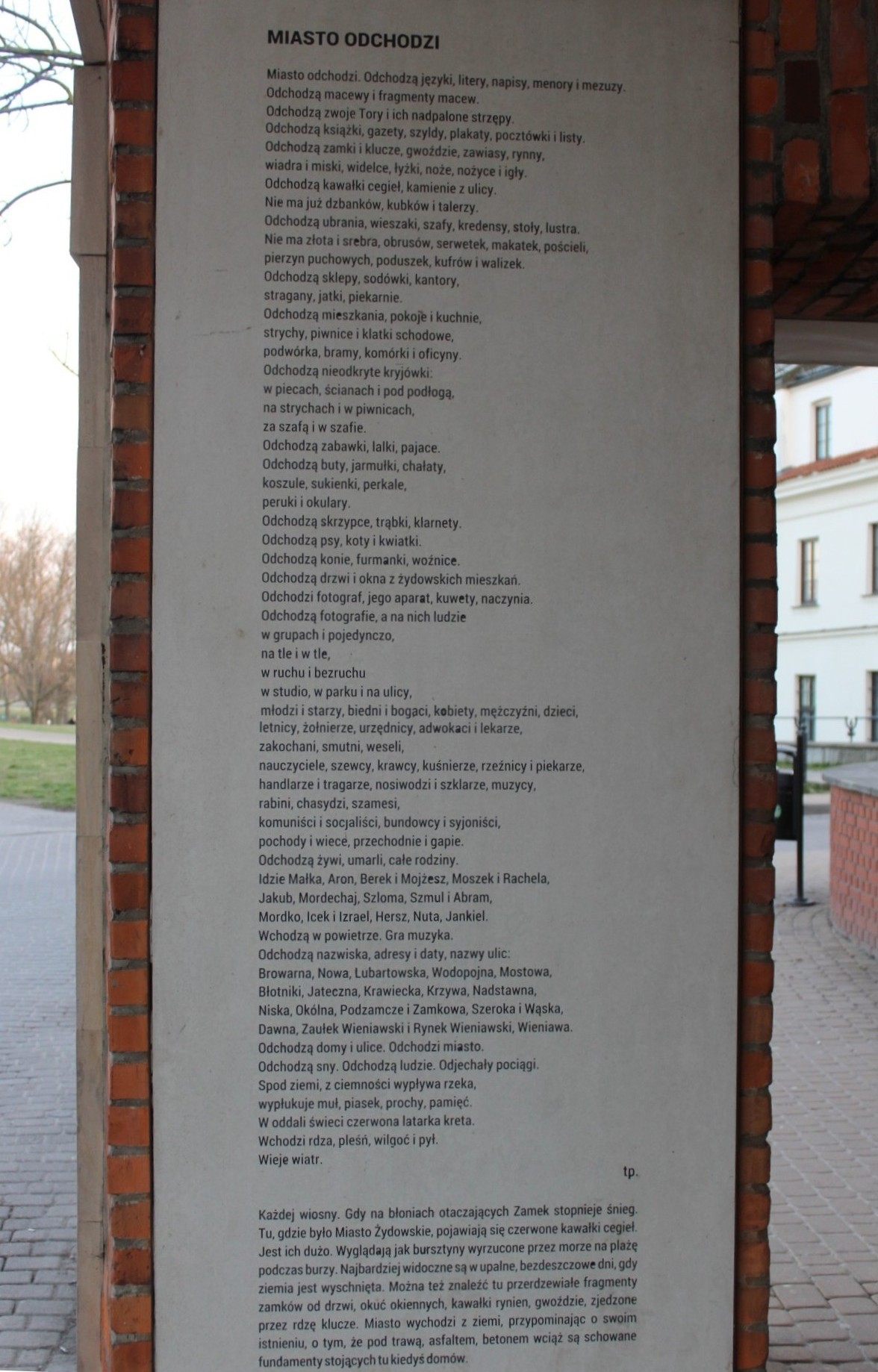
Wiersz